# Коношский район
Ко́ношский райо́н — административно-территориальная единица (район) и муниципальное образование (муниципальный район) в составе Архангельской области Российской Федерации.
Административный центр — посёлок городского типа Коноша.

## География
Расположен на Коношской возвышенности на юго-западе Архангельской области. Площадь 8459 км².
Коношский район приравнен к районам Крайнего Севера..
Граничит:
- на западе с Каргопольским районом,
- на севере с Няндомским районом,
- на востоке с Вельским районом,
- на юге с Вологодской областью.

На территории района находится более 40 рек и речек, около 70 озёр, большое количество небольших озёр речного происхождения. Самым большим является озеро Святое площадью 5 км², затем в порядке убывания озера: Назаровское, Сосновое, Вельское. По глубине первое место занимает озеро Глубокое (16 м).
Территория района является водоразделом трех больших рек Северной Двины, Онеги и Кубены. Наибольшим является бассейн реки Волошки, впадающей в Онегу. Он занимает около 50 % площади района.
Хозяйственное значение всех водоемов района малозначительно. Во второй половине XX века реки Волошка, Подюга, Вотчица, Тавреньга, Вандыш, Вель использовались для сплава леса, что отрицательно сказалось на их экологии.

## История
Коношский район образован 15 июля 1935 года в составе Няндомского округа Северного края, на территории прежних волостей Каргопольского и Вельского уездов Вологодской губернии. На рубеже XIX—XX веков эти земли входили в Вельский и Кадниковский уезды Вологодской губернии, Каргопольский уезд Олонецкой губернии, Кирилловский уезд Новгородской губернии. В 1930—1931 годах в состав Няндомского района были переданы Усть-Подюжский и Якушевский сельсоветы Коношского района, а Тавреньгский сельсовет Вожегодского района был передан в состав Коношского района.
31 июля 1931 года постановлением президиума Севкрайисполкома Коношский район был ликвидирован, а в состав Няндомского района перешли рабочий посёлок Коноша и двадцать один сельсовет упразднённого Коношского района: Боровский, Вадьинский, Валдиевский, Вохтомский, Глотихинский, Глубоковский, Давыдовский, Даниловский, Доровский, Кивикский, Клёновский, Климовский, Ковжинский, Кремлёвский, Перхинский, Першинский, Подюжский, Слободчиковский, Тавреньгский, Третинский и Ширыхановский сельсоветы. В январе 1935 года Коношский район был восстановлен. В его состав вошли Коноша и двадцать сельсоветов: Боровский, Вадьинский, Валдиевский, Вандышский, Глотихинский, Глубоковский, Давыдовский, Даниловский, Кивикский, Клёновский, Климовский, Ковжинский, Кремлёвский, Перхинский, Першинский, Подюжский, Слободчиковский, Тавреньгский, Третинский и Ширыхановский сельсоветы. Вохтомский и Доровский сельсоветы остались в Няндомском районе. В 1935—1939 годах в состав Коношского района был передан вновь образованный Хмельницкий сельсовет.
23 сентября 1937 года по постановлению ЦИК СССР «О разделении Северной области на Вологодскую и Архангельскую области» Коношский район вошёл в состав Архангельской области.
В 1945 году посёлок Волошка, Вохтомский и Доровский сельсоветы были переданы в состав Коношского района. В 1957 году населённый пункт Усть-Нименьга Андреевского сельсовета был передан в состав Волошского поссовета Коношского района. Решением облисполкома от 15 июля 1957 часть территории Боросвидского сельсовета Каргопольского района была передана в состав Ковжинского сельсовета Коношского района.
Указом Президиума Верховного Совета РСФСР от 1 февраля 1963 года были образованы Няндомский промышленный и Коношский сельский районы. По решению облисполкома от 9 февраля 1963 года в состав Няндомского промышленного района отошли посёлки Волошка, Ерцево и Подюга, восемь сельсоветов упразднённого Няндомского района переданы в состав Коношского сельского района: Андреевский, Веральский, Воезерский, Лелемский, Лепшинский, Лимский, Мошинский и Шожемский.
В 1964 году в состав Няндомского промышленного района были переданы девять сельсоветов Коношского сельского района: Андреевский, Бурачихинский (образован из части территории Андреевского сельсовета), Веральский, Воезерский, Лелемский (был упразднён с включением его территории в состав Шалакушского сельсовета), Лепшинский, Лимский, Мошинский и Шожемский сельсоветы. Посёлки Ерцево и Подюга вошли в состав Коношского сельского района. В 1965 году Няндомский промышленный и Коношский сельский районы были упразднены. Посёлок Волошка был передан во вновь образованный Коношский район.
С марта 1964 по октябрь 1965 года в районе отбывал ссылку поэт Иосиф Бродский.
8 декабря 1996 года прошли первые выборы в органы местного самоуправления муниципального образования. 26 августа 2004 года был утвержден герб района.
Границы и статус Коношского муниципального района установлены законом Архангельской области от 23 сентября 2004 года.

## Население
| 2002    | 2007    | 2009    | 2010    | 2011    | 2012    | 2013    | 2014    | 2015    |
| ------- | ------- | ------- | ------- | ------- | ------- | ------- | ------- | ------- |
| 31 067  | ↘28 700 | ↘27 780 | ↘26 106 | ↘25 978 | ↘25 201 | ↘24 412 | ↘23 747 | ↘23 138 |
| 2016    | 2017    | 2018    | 2019    | 2020    | 2021    | 2023    |         |         |
| ↘22 424 | ↘22 028 | ↘21 609 | ↘21 087 | ↘20 731 | ↘18 693 | ↘18 209 |         |         |

### Урбанизация
В городских условиях (рабочий посёлок Коноша) проживают  56,66 % населения района.

### Национальный состав
По итогам переписи населения 2020 года проживали следующие национальности (национальности менее 0,1 % и другое, см. в сноске к строке «Другие»):
| Национальность | Численность, чел. | Доля     |
| -------------- | ----------------- | -------- |
| Русские        | 18 138            | 97,03 %  |
| Украинцы       | 90                | 0,48 %   |
| Цыгане         | 33                | 0,18 %   |
| Азербайджанцы  | 31                | 0,17 %   |
| Белорусы       | 25                | 0,13 %   |
| Таджики        | 24                | 0,13 %   |
| Узбеки         | 19                | 0,10 %   |
| Другие         | 333               | 1,78 %   |
| Итого          | 18 693            | 100,00 % |

## Административное деление
В Коношский район как административно-территориальную единицу области входят 1 посёлок городского типа, а также 10 сельсоветов, а также Вадьинский и Глубоковский сельсоветы, Тавреньгский и Хмельницкий сельсоветы.
В Коношский муниципальный район входит 8 муниципальных образований, в том числе 1 городское поселение и 7 сельских поселений.
| №        | Муниципальное образование | Административный центр | Количество населённых пунктов | Население (чел.) | Площадь (км²) |
| -------- | ------------------------- | ---------------------- | ----------------------------- | ---------------- | ------------- |
| 1e-06    | Городское поселение       |                        |                               |                  |               |
| 1        | Коношское                 | рабочий посёлок Коноша | 22                            | ↘10 900          | 1120,00       |
| 1.000002 | Сельские поселения        |                        |                               |                  |               |
| 2        | Волошское                 | посёлок Волошка        | 2                             | ↘550             | 500,38        |
| 3        | Вохтомское                | посёлок Фоминский      | 14                            | ↘599             | 1065,00       |
| 4        | Ерцевское                 | посёлок Ерцево         | 28                            | ↘2529            | 1375,00       |
| 5        | Климовское                | деревня Климовская     | 32                            | ↘358             | 890,00        |
| 6        | Мирный                    | посёлок Мирный         | 14                            | ↘481             | 1160,00       |
| 7        | Подюжское                 | посёлок Подюга         | 11                            | ↘1982            | 1140,00       |
| 8        | Тавреньгское              | деревня Пономаревская  | 41                            | ↘810             | 1210,00       |

## Населённые пункты
В Коношском районе 164 населённых пункта.
| №   | Населённый пункт | Тип             | Население | Муниципальное образование |
| --- | ---------------- | --------------- | --------- | ------------------------- |
| 1   | Аксёново         | деревня         | →0        | Ерцевское                 |
| 2   | Аладьинская      | деревня         | ↘18       | Мирный                    |
| 3   | Алексеевская     | деревня         | ↘0        | Ерцевское                 |
| 4   | Ананьевская      | деревня         | →0        | Ерцевское                 |
| 5   | Аниковская       | деревня         | ↘11       | Тавреньгское              |
| 6   | Ануфриево        | деревня         | ↘54       | Климовское                |
| 7   | Афанасовская     | деревня         | →13       | Тавреньгское              |
| 8   | Балуевская       | деревня         | →19       | Вохтомское                |
| 9   | Бобровская       | деревня         | ↘11       | Климовское                |
| 10  | Большая Гора     | деревня         | ↘72       | Тавреньгское              |
| 11  | Большое Заволжье | деревня         | →7        | Климовское                |
| 12  | Большой Двор     | деревня         | →0        | Ерцевское                 |
| 13  | Бор              | деревня         | →50       | Тавреньгское              |
| 14  | Борисовская      | деревня         | ↘2        | Мирный                    |
| 15  | Боровое          | посёлок         | →0        | Ерцевское                 |
| 16  | Валдеево         | деревня         | 8         | Коношское                 |
| 17  | Вандыш           | посёлок         | ↘252      | Волошское                 |
| 18  | Васильевская     | деревня         | →0        | Ерцевское                 |
| 19  | Великое Поле     | деревня         | ↘14       | Тавреньгское              |
| 20  | Вельцы           | деревня         | ↘100      | Подюжское                 |
| 21  | Вересово         | посёлок         | ↘350      | Коношское                 |
| 22  | Верхняя          | деревня         | ↘13       | Коношское                 |
| 23  | Вершинино        | деревня         | ↘40       | Климовское                |
| 24  | Волошка          | посёлок         | ↘851      | Волошское                 |
| 25  | Вольская         | деревня         | →3        | Климовское                |
| 26  | Гавриловская     | деревня         | →22       | Климовское                |
| 27  | Глотиха          | деревня         | ↘0        | Ерцевское                 |
| 28  | Головинская      | деревня         | →0        | Мирный                    |
| 29  | Гора             | деревня         | →3        | Климовское                |
| 30  | Гора Челпанова   | деревня         | ↘15       | Тавреньгское              |
| 31  | Грехнев Пал      | деревня         | ↘64       | Вохтомское                |
| 32  | Гринево          | посёлок         | ↘89       | Тавреньгское              |
| 33  | Дальняя Зеленая  | деревня         | ↘41       | Мирный                    |
| 34  | Даниловская      | деревня         | →1        | Коношское                 |
| 35  | Дор              | деревня         | →20       | Мирный                    |
| 36  | Дубровка         | деревня         | →0        | Климовское                |
| 37  | Дуплиха          | деревня         | →25       | Климовское                |
| 38  | Дуроевская       | деревня         | →0        | Мирный                    |
| 39  | Елисеевская      | деревня         | →0        | Тавреньгское              |
| 40  | Ермаковская      | деревня         | ↗18       | Тавреньгское              |
| 41  | Ерцево           | посёлок         | ↘4187     | Ерцевское                 |
| 42  | Ершовская        | деревня         | →3        | Мирный                    |
| 43  | Жуковская        | деревня         | →0        | Климовское                |
| 44  | Заболото         | деревня         | ↘2        | Тавреньгское              |
| 45  | Заважерец        | деревня         | ↘12       | Климовское                |
| 46  | Занива           | деревня         | →0        | Климовское                |
| 47  | Заозерье         | деревня         | →0        | Климовское                |
| 48  | Заречный         | посёлок         | ↘303      | Коношское                 |
| 49  | Заречье          | деревня         | ↘0        | Ерцевское                 |
| 50  | Заручевская      | деревня         | →26       | Тавреньгское              |
| 51  | Звенячий         | посёлок         | ↘0        | Подюжское                 |
| 52  | Зелёная          | деревня         | ↘5        | Коношское                 |
| 53  | Зелёная          | деревня         | →0        | Тавреньгское              |
| 54  | Зимний           | посёлок         | →0        | Ерцевское                 |
| 55  | Зубатинская      | деревня         | ↘37       | Тавреньгское              |
| 56  | Ивакинская       | деревня         | →51       | Вохтомское                |
| 57  | Иванова Гора     | деревня         | ↘0        | Ерцевское                 |
| 58  | Игнатовская      | деревня         | ↘12       | Подюжское                 |
| 59  | Избное           | деревня         | ↘3        | Коношское                 |
| 60  | Камешная         | деревня         | →0        | Ерцевское                 |
| 61  | Кварзангский     | посёлок         | ↘61       | Подюжское                 |
| 62  | Кеменцево        | деревня         | →7        | Климовское                |
| 63  | Кивика           | деревня         | →2        | Климовское                |
| 64  | Климовская       | деревня         | ↘237      | Климовское                |
| 65  | Ковжа            | посёлок         | →0        | Ерцевское                 |
| 66  | Колфонд          | посёлок         | ↘2        | Коношское                 |
| 67  | Коноша           | рабочий посёлок | ↘10 317   | Коношское                 |
| 68  | Коняшевская      | деревня         | ↘22       | Тавреньгское              |
| 69  | Кощеевская       | деревня         | ↘92       | Тавреньгское              |
| 70  | Красивое         | посёлок         | ↘183      | Тавреньгское              |
| 71  | Красково         | деревня         | →1        | Ерцевское                 |
| 72  | Кремлево         | деревня         | ↘50       | Коношское                 |
| 73  | Круглица         | посёлок         | ↘17       | Ерцевское                 |
| 74  | Кузнецово        | деревня         | →0        | Тавреньгское              |
| 75  | Кузнецовская     | деревня         | ↘21       | Вохтомское                |
| 76  | Кузьминская      | деревня         | ↘2        | Коношское                 |
| 77  | Куракинская      | деревня         | →2        | Мирный                    |
| 78  | Куфтыревская     | деревня         | →93       | Вохтомское                |
| 79  | Левино           | деревня         | →0        | Ерцевское                 |
| 80  | Лухтонга         | посёлок         | ↘7        | Ерцевское                 |
| 81  | Лычное           | деревня         | →0        | Коношское                 |
| 82  | Лычное           | деревня         | →1        | Тавреньгское              |
| 83  | Максимовская     | деревня         | ↘2        | Тавреньгское              |
| 84  | Малое Заволжье   | деревня         | →0        | Климовское                |
| 85  | Малышкино        | деревня         | →7        | Климовское                |
| 86  | Матвеевская      | деревня         | →0        | Ерцевское                 |
| 87  | Мелентьев Пал    | деревня         | ↘70       | Вохтомское                |
| 88  | Мелентьевский    | посёлок         | ↘406      | Вохтомское                |
| 89  | Мирный           | посёлок         | ↘339      | Мирный                    |
| 90  | Мишкова          | деревня         | →1        | Климовское                |
| 91  | Можуга           | посёлок         | ↘41       | Подюжское                 |
| 92  | Мокеевская       | деревня         | →0        | Климовское                |
| 93  | Мостовица        | посёлок         | ↘12       | Ерцевское                 |
| 94  | Мотылёво         | деревня         | ↘6        | Коношское                 |
| 95  | Назаровская      | деревня         | →1        | Климовское                |
| 96  | Нечаевская       | деревня         | →41       | Вохтомское                |
| 97  | Николаевка       | деревня         | ↘213      | Подюжское                 |
| 98  | Новый            | посёлок         | ↘191      | Подюжское                 |
| 99  | Норинская        | деревня         | →7        | Коношское                 |
| 100 | Норменга         | посёлок         | ↘50       | Подюжское                 |
| 101 | Овинчатово       | деревня         | →0        | Климовское                |
| 102 | Овражное         | посёлок         | →7        | Вохтомское                |
| 103 | Осташевская      | деревня         | ↘145      | Вохтомское                |
| 104 | Осташевская      | деревня         | ↘3        | Тавреньгское              |
| 105 | Павловская       | деревня         | →2        | Мирный                    |
| 106 | Папинская        | деревня         | →66       | Тавреньгское              |
| 107 | Пархачевская     | деревня         | ↘10       | Коношское                 |
| 108 | Паунинская       | деревня         | →3        | Коношское                 |
| 109 | Перхино          | деревня         | →0        | Ерцевское                 |
| 110 | Перхино          | разъезд         | ↘0        | Ерцевское                 |
| 111 | Першинская       | деревня         | ↘26       | Тавреньгское              |
| 112 | Пешково          | деревня         | →2        | Климовское                |
| 113 | Плесовская       | деревня         | ↘17       | Тавреньгское              |
| 114 | Плосково         | деревня         | →4        | Климовское                |
| 115 | Площадь          | деревня         | ↘9        | Климовское                |
| 116 | Погаринская      | деревня         | ↘37       | Тавреньгское              |
| 117 | Подюга           | посёлок         | ↘2612     | Подюжское                 |
| 118 | Пожарище         | деревня         | →0        | Ерцевское                 |
| 119 | Пожарище         | деревня         | →5        | Климовское                |
| 120 | Поздеевская      | деревня         | →0        | Климовское                |
| 121 | Пономаревская    | деревня         | ↗372      | Тавреньгское              |
| 122 | Поповка          | деревня         | →9        | Ерцевское                 |
| 123 | Поповка          | деревня         | →5        | Климовское                |
| 124 | Попчеевская      | деревня         | ↘24       | Тавреньгское              |
| 125 | Порядинская      | деревня         | ↘11       | Климовское                |
| 126 | Прилук           | деревня         | ↘2        | Тавреньгское              |
| 127 | Прилук           | деревня         | ↘2        | Тавреньгское              |
| 128 | Пуминовская      | деревня         | ↘18       | Тавреньгское              |
| 129 | Раменье          | деревня         | ↘11       | Ерцевское                 |
| 130 | Свидь            | посёлок         | →0        | Ерцевское                 |
| 131 | Семёновская      | деревня         | →26       | Тавреньгское              |
| 132 | Синцовская       | деревня         | →13       | Тавреньгское              |
| 133 | Скопинская       | деревня         | →0        | Ерцевское                 |
| 134 | Слободчиково     | деревня         | →1        | Тавреньгское              |
| 135 | Сосновка         | посёлок         | ↘306      | Мирный                    |
| 136 | Спасская         | деревня         | →16       | Тавреньгское              |
| 137 | Тёмная           | деревня         | →0        | Коношское                 |
| 138 | Толстая          | деревня         | →6        | Коношское                 |
| 139 | Тончиковская     | деревня         | →9        | Тавреньгское              |
| 140 | Топоровская      | деревня         | ↘63       | Мирный                    |
| 141 | Тундриха         | деревня         | ↘3        | Коношское                 |
| 142 | Турово           | деревня         | →0        | Вохтомское                |
| 143 | Устиновская      | деревня         | →0        | Климовское                |
| 144 | Фатуново         | деревня         | →11       | Мирный                    |
| 145 | Федуловская      | деревня         | →59       | Тавреньгское              |
| 146 | Филинская        | деревня         | →0        | Мирный                    |
| 147 | Фоминская        | деревня         | ↘22       | Вохтомское                |
| 148 | Фоминский        | посёлок         | →62       | Вохтомское                |
| 149 | Фофановская      | деревня         | →8        | Тавреньгское              |
| 150 | Фофановский      | посёлок         | ↘19       | Тавреньгское              |
| 151 | Харитоновская    | деревня         | ↘19       | Тавреньгское              |
| 152 | Харламовская     | деревня         | →8        | Коношское                 |
| 153 | Хмелевое         | деревня         | →0        | Подюжское                 |
| 154 | Хмельники        | станция         | →1        | Тавреньгское              |
| 155 | Чублак           | деревня         | ↘31       | Коношское                 |
| 156 | Чужга            | посёлок         | ↘0        | Ерцевское                 |
| 157 | Шеинская         | деревня         | →0        | Климовское                |
| 158 | Шенчуга          | посёлок         | →0        | Подюжское                 |
| 159 | Шестовская       | деревня         | →40       | Вохтомское                |
| 160 | Ширбово          | посёлок         | →0        | Ерцевское                 |
| 161 | Ширыхановский    | посёлок         | →0        | Коношское                 |
| 162 | Шихановская      | деревня         | ↘23       | Тавреньгское              |
| 163 | Юшковская        | деревня         | ↘10       | Климовское                |
| 164 | Якушевская       | деревня         | →32       | Тавреньгское              |

Также в Коношский район входит согласно ОКАТО нежилой посёлок Совза, с точки зрения муниципального устройства входящий в Каргопольский муниципальный округ.

## Экономика
Главные отрасли в экономике: железнодорожный транспорт и лесозаготовка. Сельское хозяйство представлено, в основном, молочным животноводством.

## Транспорт
Автомобильная сеть плохо развита, главная транспортная артерия района — железная дорога, связывающая Коношу с Архангельском, Котласом, Вельском, Вологдой.

## Социальная сфера
В районе 26 образовательных школ, 21 детское дошкольное учреждение, 2 детских дома, ДЮСШ, дом детского творчества, загородный оздоровительный лагерь «Восход», профессиональное училище, 6 лечебных учреждений: 2 больницы, 7 поликлиник, 31 учреждение культуры: 20 публичных библиотек, 9 домов культуры, 2 центра досуга, 19 сельских клуба, киновидеоцентр, клуб традиционной народной культуры «Радушенька», народный театр, 2 детских школы искусств, 1 детская музыкальная школа, районный краеведческий музей, районный методический центр.

## Достопримечательности
Охраняемые памятники архитектуры:
1. Часовня Никольская (д. Антиповская);
2. Часовня (д. Ануфриево);
3. Дом Горева (д. Большое Заволжье);
4. Дом Мартынова (д. Большое Заволжье);
5. Церковь Воздвиженская (д. Грехнев Пал);
6. Дом лесничего Бабаева (д. Дубровка);
7. Церковь Рождества Богородицы (д. Зелёная);
8. Часовня Никольская (д. Кивика);
9. Дом Бажукова (д. Кремлево);
10. Дом торговца (д. Кремлево);
11. Церковь Рождества Богородицы (д. Кремлево);
12. Церковь (д. Нечаевская);
13. Спасо-Преображенский храм (д. Папинская);
14. Дом Прокушиной (д. Пархачевская);
15. Часовня Власиевская (д. Плесовская);
16. Культовый комплекс (церковь Ильинская, церковь Преображенская) (д. Пономаревская);
17. Церковь Введенская (д. Поповка);
18. Часовня Воздвиженская (д. Пуминовская);
19. Дом Чащиновых (д. Толстая);
20. Часовня (д. Тончиковская);
21. Дом Гришина (д. Федуловская);
22. Дом Кругловых (д. Якушевская);
23. Дом в деревне Норенской, в которой с 1964 по 1965 годы отбывал ссылку будущий лауреат Нобелевской премии по литературе Иосиф Бродский.

## Известные уроженцы
- Волович, Игорь Васильевич (р. 1946) — учёный-математик, член-корр. РАН.
- Метревели, Ирина Владимировна (р. 1961) — чемпионка мира по рэндзю, заслуженный тренер России